# Проваленица
Проваленица е бивше село в Радомирска околия, Софийски окръг (днешна Община Радомир, област Перник). Селото съществува до 1944 година, когато се слива със селото Горни Раковец и образуват днешното Стефаново. Според речника на селищата на Николай Мичев и Петър Коледаров селата са сляти с указ на 13 декември 1955.
При избухването на Балканската война 2 души от Проваленица са доброволци в Македоно-одринското опълчение.